# Christophe Rousset

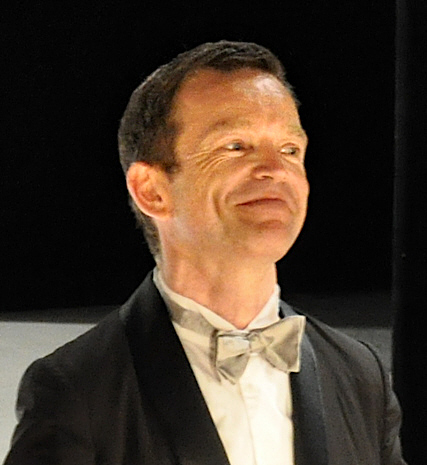
Foto del 2012.

Christophe Rousset (nacido en Aviñón el 12 de abril de 1961) es un clavecinista y director de orquesta francés, especialista en la interpretación historicista de música barroca en instrumentos de época.

## Biografía
Nacido en Aviñón, Rousset creció en Aix-en-Provence y desarrolló un interés en el clavicémbalo durante su juventud. Estudió en la Schola Cantorum en París con Huguette Dreyfus y desde 1980 a 1983 acudió al Real Conservatorio en La Haya con Bob van Asperen. En 1983 Rousset ganó el primer premio en la 7.ª Competición Internacional de Clave en Brujas; posteriormente, su carrera como solista comenzó y apareció con conjuntos como: La Academy of Ancient Music, Les Arts Florissants, Musica Antiqua Köln, La Petite Bande así como Il Seminario Musicale. Con Les Arts Florissants ganó su primera experiencia de dirección como asistente del director William Christie. En 1991 su ambición por dirigir llevó a la fundación de Les Talens Lyriques, el conjunto que ha dirigido en pos del aplauso internacional desde entonces. Rousset fue director musical de la película 1994 Farinelli Il Castrato, basada en la vida de Farinelli, el famoso castrato. También es activo como profesor de música barroca en la Accademia Musicale Chigiana en Siena.

## Grabaciones
Rousset ha realizado grabaciones para una serie de sellos discográficos incluyendo: Harmonia Mundi, L'Oiseau-Lyre, Fnac Music, EMI-Virgin, Decca, Naïve y Ambroisie. Su principal contrato ha sido con Decca, y él ha hecho numerosas grabaciones para el sello y su sello derivado L'Oiseau-Lyre, como solista y como director de Les Talens Lyriques.

## Méritos y premios
- 1983—Primer premio en la 7.ª Competición Internacional de Clave en Brujas.
- 1993—"Diapason d’Or" por su interpretación de Pièces de Clavecin de Royer.
- 1995—"Premio de música instrumental solo/de cámara del siglo XVII y XVIII" en los Premios Clásicos de Cannes por su grabación de las Partitas de Bach.
- 2004—"Médaille de Chevalier dans l'Ordre national du Mérite" del Ministro de Cultura francés, Donnedieu de Vabres.
- 2013—"Premio Traetta" de la Traetta Society, por su labor y su pasión en el redescubrimiento del patrimonio musical europeo.